# یواس‌اس امداد (ای‌اچ-۱)
یواس‌اس امداد (ای‌اچ-۱) (به انگلیسی: USS Relief (AH-1)) یک کشتی بود که طول آن ۴۸۳ فوت ۱۰ اینچ (۱۴۷٫۴۷ متر) بود. این کشتی در سال ۱۹۱۹ ساخته شد.